# Melitaea sterlineata
Melitaea sterlineata är en fjärilsart som beskrevs av Turati 1921. Melitaea sterlineata ingår i släktet Melitaea och familjen praktfjärilar. Inga underarter finns listade i Catalogue of Life.